# Petr Červenka (fotbalista)
Petr Červenka (* 31. července 1966) je bývalý český fotbalista.

## Fotbalová kariéra
V české lize hrál za FC Svit Zlín. Nastoupil v 54 ligových utkáních a dal 2 góly. V nižší soutěži hrál i za FC Alfa Slušovice.

## Ligová bilance
| Ročník                               | Zápasy | Góly | Klub              |
| ------------------------------------ | ------ | ---- | ----------------- |
| Česká národní fotbalová liga 1987/88 | 2      | 0    | TJ Gottwaldov     |
| Česká národní fotbalová liga 1988/89 | 28     | 1    | TJ Gottwaldov     |
| 1. česká fotbalová liga 1993/94      | 28     | 1    | FC Svit Zlín      |
| 1. česká fotbalová liga 1994/95      | 20     | 1    | FC Svit Zlín      |
| 1. česká fotbalová liga 1995/96      | 6      | 0    | FC Svit Zlín      |
| 2. česká fotbalová liga 1995/96      | 12     | 0    | FC Alfa Slušovice |
| 2. česká fotbalová liga 1996/97      | 13     | 2    | ZC Svit Zlín      |
| CELKEM 1. liga                       | 54     | 2    |                   |